# Gualtério IV de Enghien
Guálter IV de Enghien foi Duque titular do Ducado de Atenas entre 1367 e 1381. Foi seguido no cargo por Luís de Enghien.